# Campeonato de Oceanía de Taekwondo de 2012
El II Campeonato de Oceanía de Taekwondo se celebró en Gold Coast (Australia) en 2012 bajo la organización de la Unión de Taekwondo de Oceanía.
En total se disputaron en este deporte ocho pruebas diferentes, cuatro masculinas y cuatro femeninas.

## Resultados

### Masculino
| Evento | Oro                               | Plata                                | Bronce                                                    |
| ------ | --------------------------------- | ------------------------------------ | --------------------------------------------------------- |
| –58 kg | Daniel Marinac Australia          | Cameron Sutton Australia             | Desmond Allen Nueva Zelanda Omar Mohammed Nueva Zelanda   |
| –68 kg | Aaron Wain Australia              | Thomas Auger Australia               | Ivan Kassman Papúa Nueva Guinea Thomas Oh Nueva Zelanda   |
| –80 kg | Waldeck Defaix Polinesia Francesa | Alan James Brian Nueva Zelanda       | Jack Karo Papúa Nueva Guinea                              |
| +80 kg | Kaino Thomsen-Fuataga Samoa       | Lloyd Tuarai Hery Polinesia Francesa | Dafydd Sanders Nueva Zelanda Nicolas Dorman Nueva Zelanda |

### Femenino
| Evento | Oro                         | Plata                           | Bronce                                                       |
| ------ | --------------------------- | ------------------------------- | ------------------------------------------------------------ |
| –49 kg | Andrea Kilday Nueva Zelanda | Theresa Tona Papúa Nueva Guinea | Anais Tourancheau Nueva Caledonia Cassandra Willox Australia |
| –57 kg | Chynea Lang Australia       | Lindsay Gavin Nueva Caledonia   | Jenny Davin Nueva Caledonia                                  |
| –67 kg | Enise Ayanlar Australia     | Alana Peraldi Nueva Caledonia   | Rhiannon O'Neill Nueva Zelanda Cheyenne Cameron Australia    |
| +67 kg | Tassya Stevens Australia    | Eve Ember Australia             | Taele Afioga Nueva Zelanda Waimariea Sullivan Nueva Zelanda  |

## Medallero
| Núm. | País               | Oro | Plata | Bronce | Total |
| ---- | ------------------ | --- | ----- | ------ | ----- |
| 1    | Australia          | 5   | 3     | 2      | 10    |
| 2    | Nueva Zelanda      | 1   | 1     | 8      | 10    |
| 3    | Polinesia Francesa | 1   | 1     | 0      | 2     |
| 4    | Samoa              | 1   | 0     | 0      | 1     |
| 5    | Nueva Caledonia    | 0   | 2     | 2      | 4     |
| 6    | Papúa Nueva Guinea | 0   | 1     | 2      | 3     |
|      | TOTAL              | 8   | 8     | 14     | 30    |